# 清远县
清远县是中国旧县名。在今广东省清远市市境，今清新区前身。
隋灭南陈，以清远郡所辖威正县、廉平县、恩洽县和浮护县及齐康郡置清远县，属南海郡。唐朝武德六年（623年），政宾县并入。属南海郡、广州，为中县。清朝时属广州府，考评：冲难。
1949年后，历属北江专区、韶关专区、韶关地区、广州市。